# A Cselekvés Iskolája

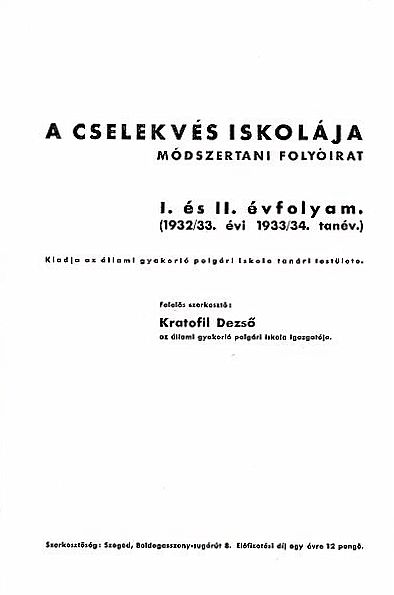
A Cselekvés Iskolája első évfolyamának címoldala

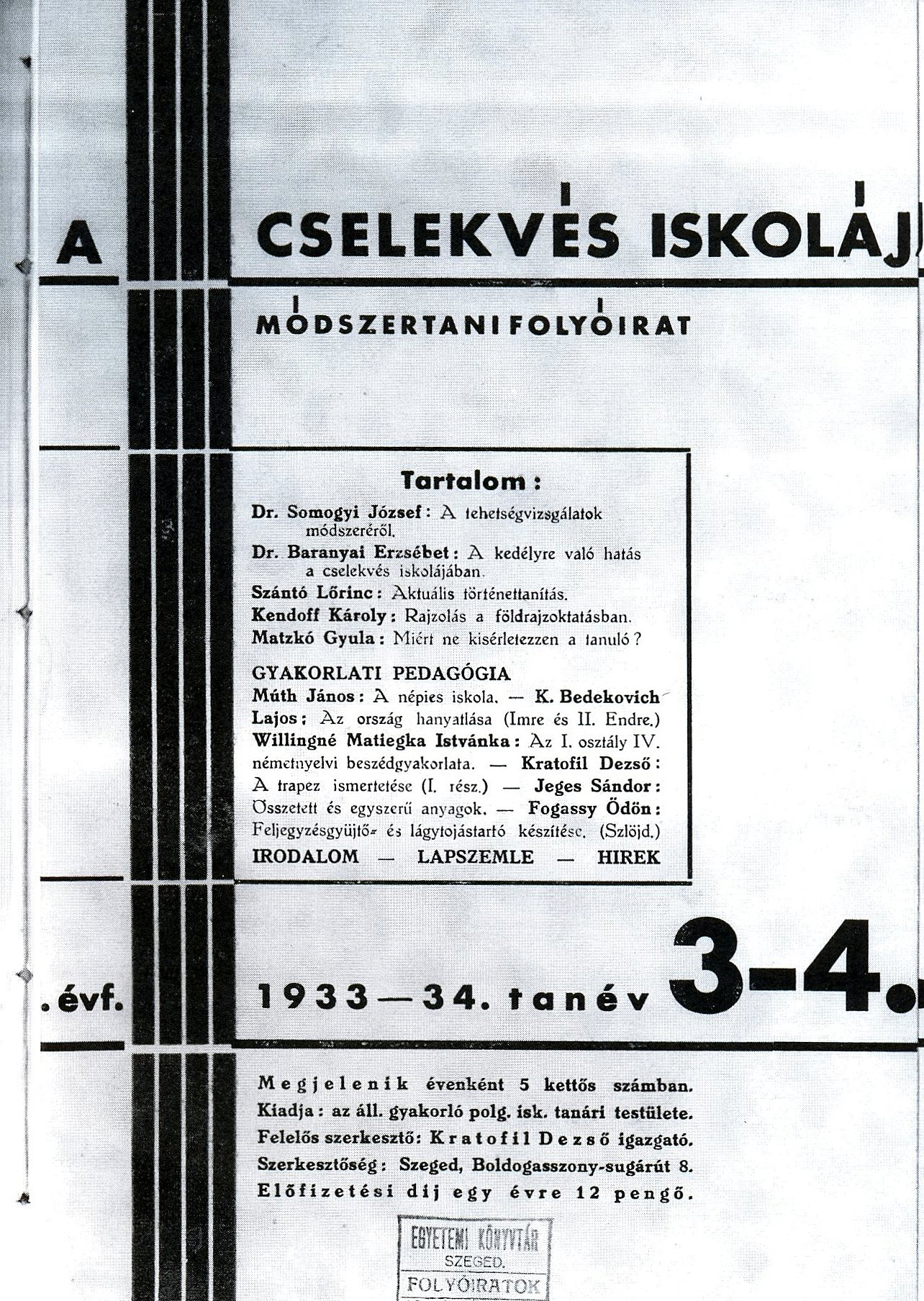
A Cselekvés Iskolája 1933-34-es évfolyamának egyik tartalomjegyzéke

A Cselekvés Iskolája : módszertani folyóirat (1. évf. 1932/33—12.1943/44:10) Állami Gyakorló Polgári Iskola, Szeged.

## Ismertetés
A szegedi Állami Gyakorló Polgári Iskola tanári testületének értékes pedagógiai módszertani kiadványa az évente ötször dupla számban megjelenő Cselekvés Iskolája c. orgánum. Felelős szerkesztője az Állami Gyakorló Polgári iskola igazgatója, Kratofil Dezső volt. Nagy többségben a gyakorló iskola nevelői publikáltak ebben az orgánumban, de az egyetemmel való együttműködés révén természetesen az egyetem Pedagógiai Lélektani Intézetének tanárai és diákjai is közreadták egyes publikációikat ezen a helyen.
Baranyai Erzsébet a filozófia, a szociológia, a pedagógia, a pszichológia területén egyaránt otthonosan mozgott, A Cselekvés Iskolájában jelent meg például A kedélyre való hatás a cselekvés iskolájában c. cikke, tájékozottságát jelzi, hogy a német szakirodalmon kívül (például Peter Petersen) az angolszász irodalom jeles képviselőire is hivatkozott, például John Dewey és Evelyn Dewey tevékenységére.
Várkonyi Hildebrand Dezső intézetvezető, Tettamanti Béla egyetemi magántanár. Tomori Viola, Békési Gizella doktori iskolai hallgatók is publikáltak a lapban. Az Állami Gyakorló Polgári Iskola és az egyetem szakmaiságát, szellemiségét is tükrözi a folyóirat.